# 瓦瓦查尼山
18°57′26″S 66°23′47″W / 18.95722°S 66.39639°W
瓦瓦查尼山（Wawachani），是玻利維亞的山峰，位於該國西部奧魯羅省的埃杜阿多阿瓦羅亞省，處於維拉科柳山西北面和托羅山以東，屬於安第斯山脈的一部分，海拔高度5,136米。